# 博利紹伊大街 (彼得格勒島)

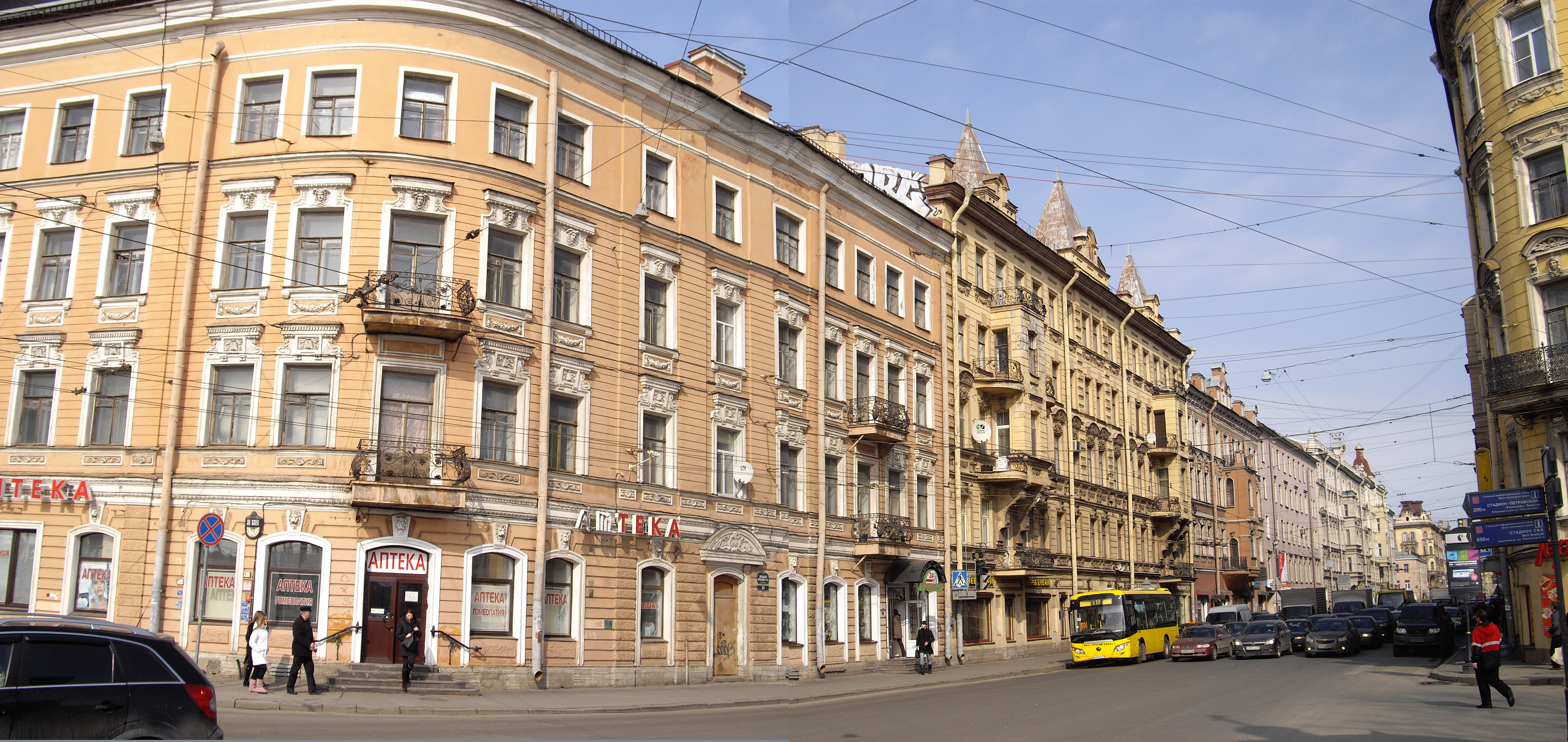
2號、4號建築（左）

博利紹伊大街（俄语：Большо́й проспе́кт，「大」的意思）是俄羅斯第二大城市聖彼得堡的一條街道，自西南到東北貫穿彼得格勒島。
起始於杜奇科夫橋，與卡緬內島大街相交，最後在卡爾波夫卡運河與醫生大街相連。1918年至1944年間曾被命名為李卜克內西大街，以紀念德國社會主義者卡爾·李卜克內西。